# Mirta Rodríguez
Mirta Rodríguez (Monagrillo, Herrera; 30 de septiembre de 1974) es una presentadora, actriz y trovadora panameña, que presentó el programa Hecho en Panamá, junto a Óscar Poveda, Kendal Royo, Karen Peralta, Lucho Pérez e Israel Verástegui desde 1998 hasta 2014, siendo una de las figuras más emblemáticas y memorables del programa.

## Carrera
Nació en Monagrillo, Chitré, Herrera el 30 de septiembre de 1974. Cuando tenía 4 años cantó la canción "El rockie-rockie". Después de haber cantando canciones de otros artistas, participó en orquestas como Bellas Artes y el Grupo Digital, donde cantó varias canciones del cantautor Osvaldo Ayala. Después de terminar su carrera como cantante, se dedicó a estudiar y trabajar en el Instituto de Recursos Hidráulicos y de Electrificación (IRHE). También formó parte del conjunto de Cristian Nieto. Se le han entregado varios reconocimientos a su paso por programas. En 2013, fue participante de Dancing with the stars, y su pareja fue Leo Waterman. Sus compañeros fueron Lorité Alvarado, Jimmy Bad Boy, Sheldry Sáez, Miroslava Morales, Ricardo Jaramillo, Maricarmen Anguizola, El Nica, Chucho, Ricardo Santana y Nairobi Dacosta. También como actriz, ha participado en obras de teatro y segmentos de Hecho en Panamá.
En 1998 fue contratada para presentar Hecho en Panamá junto a Kendal Royo y Óscar Poveda. Tras la salida de ambos, se le unieron Karen Peralta (cantante), Lucho Pérez (trovador) e Israel Verástegui (presentador) en el lapso posterior de ese tiempo. En junio de 2014 avisa que se retiraría del programa para dedicarse a su familia. El 28 de junio de 2014 se hizo un programa especial y una despedida para la presentadora.

## Vida personal
Su esposo se es Christian Sánchez y tiene 2 hijos.